# إيفان شوارتز
إيفان شوارتز (بالإنجليزية: Evan Schwartz)‏ (27 أكتوبر 1987 بستيمبوت سبرينغز في الولايات المتحدة - ) هو لاعب كرة قدم أمريكي في مركز الدفاع. لعب مع نادي بريدابليك ونادي فيكينغور وDayton Dutch Lions ‏ وUngmennafélagið Afturelding ‏.

## وصلات خارجية
- إيفان شوارتز على موقع قاعدة بيانات كرة القدم.إي يو (الإنجليزية)
- إيفان شوارتز على موقع Soccerway.com (الإنجليزية)
- إيفان شوارتز على موقع عالم كرة القدم.نت (الإنجليزية)